# Ostrów Mieleński
Ostrów Mieleński – wyspa na Międzyodrzu, o powierzchni 148 ha, administracyjnie położona w Szczecinie, na osiedlu Międzyodrze-Wyspa Pucka. Składają się na nią dwie części przecięte Długim Rowem.
Od wschodu jest oddzielona od Mieleńskiej Łąki Przekopem Mieleńskim, od południa wyspę od Zaleskich Łęg (części, która była dawniej całością z Wyspą Pucką) oddziela Parnica, od zachodu wyspę ogranicza Kanał Wrocławski, oddzielając ją od Łasztowni. Ostrów Mieleński od Ostrowa Grabowskiego oddziela Duńczyca, ograniczając wyspę od północy.
Nazwę Mieleński Ostrów wprowadzono urzędowo w 1949 roku, zastępując poprzednią niemiecką nazwę Möln-Revier.
Pierwotnie, wyspa była znacznie większa i obejmowała nieprzerwany obszar lądu między Odrą i Regalicą, oraz Duńczycą i Parnicą.